# Demerval Lobão
Demerval Lobão é um município brasileiro do estado do Piauí. Localiza-se a uma latitude 05º21'30" sul e a uma longitude 42º40'35" oeste, estando a uma altitude de 112 metros. Sua população de acordo com o censo de 2022  era de 16.352 habitantes. Faz parte da Grande Teresina.
Possui uma área de 229,19 km². Outrora conhecido como Morrinhos, passou de povoado a cidade recedendo seu topônimo atual em homenagem ao político Demerval Lobão.
•Demografia